# Municipio de Rayburn
El municipio de Rayburn (en inglés: Rayburn Township) es un municipio ubicado en el condado de Armstrong en el estado estadounidense de Pensilvania. En el año 2000 tenía una población de 1.811 habitantes y una densidad poblacional de 58.8 personas por km².

## Geografía
El municipio de Rayburn se encuentra ubicado en las coordenadas 40°50′45″N 79°29′23″O / 40.84583, -79.48972.

## Demografía
Según la Oficina del Censo en 2000 los ingresos medios por hogar en la localidad eran de $29,830 y los ingresos medios por familia eran $33,276. Los hombres tenían unos ingresos medios de $30,139 frente a los $20,433 para las mujeres. La renta per cápita para la localidad era de $14,490. Alrededor del 17,1% de la población estaban por debajo del umbral de pobreza.